# Matchoi Djaló
 (septembre 2022).
Matchoi Djaló, né le 10 avril 2003 à Bissau, est un footballeur portugais qui évolue au poste de milieu offensif au Wisła Płock, en prêt d'Istanbul Başakşehir.

## Biographie

### Carrière en club
Né en Guinée-Bissau, Matchoi Djaló est le fils de Bobó (en), ancien international bissaoguinéen, ayant notamment joué pour le Boavista FC. Matchoi commence lui sa formation footballistique à l'Academia Mabodja de Canchungo, dans son pays natal, avant de rejoindre le FC Paços de Ferreira au Portugal à 14 ans,.
Intégré à l'équipe première au cours de l'été 2019, Djaló fait ses débuts pour le club de Paços de Ferreira le 10 août 2019, remplaçant Pedrinho Moreira à la 72e minute d'une défaite 5-0 en Primeira Liga contre le champion en titre du Benfica. À 16 ans et 122 jours, il devient alors le plus jeune joueur à avoir jamais joué en championnat contre le club de Lisbonne,.

### Carrière en sélection
International portugais en équipes de jeunes, Matchoi Djaló est notamment sélectionné en équipe du Portugal des moins de 19 ans.